# Diocèse de Houma-Thibodaux
Le diocèse de Houma-Thibodaux (Dioecesis Humensis-Thibodensis), est un territoire ecclésiastique de l'Église catholique romaine aux États-Unis, suffragant de l'archidiocèse de La Nouvelle-Orléans, situé en Louisiane

## Historique
Le diocèse a été érigé canoniquement le 2 mars 1977 par Paul VI, à partir de territoires détachés de l'archidiocèse de La Nouvelle-Orléans.

## Territoire

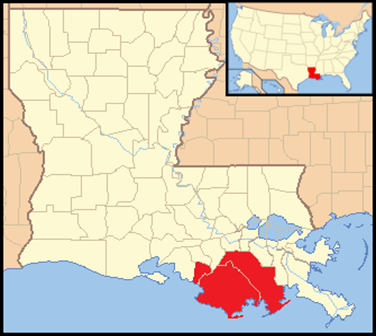
Territoire du diocèse de Houma-Thibodaux.

Le territoires couvrent entièrement les paroisses de Terrebonne et de la Fourche. Il couvre également la ville de Morgan City dans la paroisse de Sainte-Marie ainsi que la ville de Grand Isle au sein de la paroisse de Jefferson. 

## Cathédrale
Le siège est partagé entre la cathédrale Saint-François de Sales à Houma et la co-cathédrale Saint-Joseph de Thibodaux.

## Évêques
|   | Nom                                 | Installation     | Fin               | Notes                  |
| 1 | Warren Louis Boudreaux              | 5 juin 1977      | 29 décembre 1992  | Retiré                 |
| 2 | Charles Michael Jarrell             | 4 mars 1993      | 8 novembre 2002   | Transféré à Lafayette  |
| 3 | Sam Joseph Gallip Jacobs            | 10 octobre 2003  | 23 septembre 2013 | Retiré                 |
| 4 | Shelton Joseph Fabre                | 30 octobre 2013  | 10 février 2022   | Transféré à Louisville |
| 5 | Mario Eduardo Dorsonville Rodríguez | 1er février 2023 | 19 janvier 2024   | Décédé                 |
| 6 | Simon Peter Engurait                | 5 juin 2025      | En cours          |                        |

## Sources
- L'Annuaire Pontifical, sur le site http://www.catholic-hierarchy.org, à la page